# Rio Balta Neagră
O Rio Balta Neagră é um rio da Romênia afluente do rio Sacovăţ, localizado no distrito de Iaşi.